# ホルスト・ケーラー
ホルスト・ケーラー（Horst Köhler、1943年2月22日 - 2025年2月1日）は、ドイツの官僚、政治家で、ドイツ連邦共和国第9代大統領。任期は2004年7月1日から。経済家で、2000年から2004年3月まで国際通貨基金 (IMF) 専務理事を務めたため、アメリカ合衆国で生活した経験を持つ。キリスト教民主同盟 (CDU) の党員。
2010年5月31日、アフガニスタンでのドイツ連邦軍の活動に関する発言で批判を受け、任期半ばで辞任した。

## 経歴

### 出自・教育
第二次世界大戦中の1943年、ナチス・ドイツ占領下にあったポーランド（ポーランド総督府）領ザモシチ近郊のスキェルビェシュフ Skierbieszów （ドイツ語名：ハイデンシュタイン Heidenstein）に、8人兄弟の7番目の子として生まれた。
両親はベッサラビア（現モルドヴァ共和国）北部に住んでいたベッサラビア・ドイツ人で、バルツィ近郊にあったその村は1865年にドイツからの移民により建設された。1940年、独ソ不可侵条約の結果ソビエト連邦がベッサラビアを併合すると、ナチスの政策によりケーラー家などドイツ系住民はドイツ本国に集められ、次いで占領地をドイツ化する目的で、前年のポーランド侵攻によりドイツ支配下となったポーランドに入植させられていた。
ナチス・ドイツは1941年にソ連に侵攻し、独ソ戦が始まった。ソ連軍がドイツを押し戻し、1944年にポーランドで対独パルチザンの活動が激しくなると、1歳のケーラーは母と共に収容所に移り、さらに一家は数百万人のドイツ人同様、戦火を避けて西方に逃れた。戦後はライプツィヒ近郊に落ち着いた一家だったが、東ドイツ政府による集団農場化を嫌い、1953年に一家は西ベルリンに逃れ、バーデン＝ヴュルテンベルク州にあった難民キャンプに入った。
1957年に一家はようやくルートヴィヒスブルクに安住の地を得た。ケーラーはルートヴィヒスブルクのギムナジウムに通い、この町を故郷とみなしている。少年時代はボーイスカウトをしていた。1963年にギムナジウムを卒業すると、兵役でドイツ連邦軍に入営して装甲擲弾兵部隊に配属され、兵役の一年延長を志願して予備役少尉になった。1965年にテュービンゲン大学に入学し、経済学、政治学を学び、1969年に経済学のディプロム（Diplom：修士相当）を取得。学生時代は学生団（ブルシェンシャフト）に属していた。1969年から76年まで同大学の経済学研究所に属し、1977年に博士号を取得した。
宗派はキリスト教プロテスタントで、エファ夫人との間に二児がある。夫人は一時期ドイツ社会民主党（SPD）の地方組織活動に参加していたことがある。

### 経済官僚、IMF専務理事
1976年に連邦経済省に入省し、政策局に勤務。1981年にキリスト教民主同盟 (CDU) に入党し、同年シュレースヴィヒ＝ホルシュタイン州政府の州首相府に移った。ゲルハルト・シュトルテンベルク州首相の勧めで1982年に連邦財務省に転じ、大臣官房長。1987年、同省財政局長。1989年に同省金融局長となる。1990年に連邦財務省事務次官に就任。マーストリヒト条約の締結交渉やドイツ再統一に伴う金融・財政の責任者となった。旧東ドイツからのソ連軍撤収費用としてソ連との間で財政支援協定を締結。また1991年の湾岸戦争の際に、多国籍軍支援としてドイツがアメリカ合衆国に120億ドイツマルクを支払った協定もケーラーが担当した。当時のヘルムート・コール首相 (CDU) の信頼が厚く、G7 の経済会議にも代表として4回出席した。ドイツ再統一の際東西両ドイツは通貨同盟を締結したが、その際、財界の要請に応じて東ドイツの経済価値を過大評価し、のちにドイツ政府に2000億マルクもの追加負債を与えたのはケーラーの責任であるという声もある。

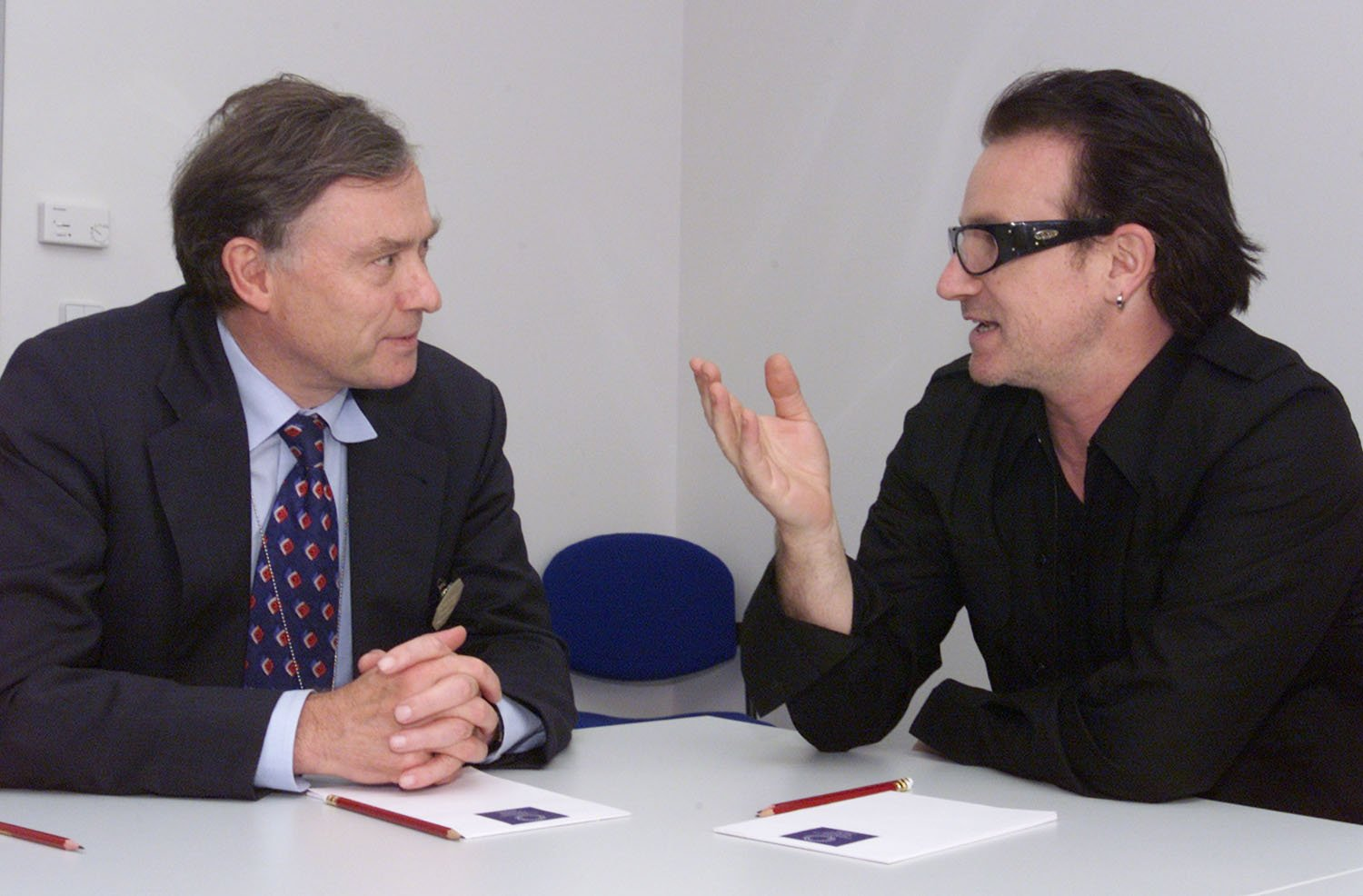
U2 のボノと対話する、IMF 専務理事時代のケーラー

1993年から98年まで、ドイツ貯蓄銀行協会会長。次いで2000年まで第3代欧州復興開発銀行総裁を務めた。2000年、ゲアハルト・シュレーダー首相の推薦で第8代国際通貨基金 (IMF) 専務理事に就任した。その際日米欧三極委員会の委員となった。この経歴が現在にいたるまで、「アメリカ的」という彼の政治的・経済的性向に関する評判の起源となっているが、実際のところは明言していない。2003年には20年におよぶ金融・財政分野での活動が顕彰され、母校テュービンゲン大学の名誉教授となった。2004年3月、野党 キリスト教民主同盟（CDU） と自由民主党 (FDP) は候補者選びに難航した末、両党共同の連邦大統領候補としてケーラーを指名した。母国での連邦会議に備えて、ケーラーは IMF 専務理事の任期を1年残して辞任した。
ケーラーの対立候補は、当時の与党SPDの推す女性大学教授ゲジーネ・シュヴァンであったが、当時連邦参議院では与野党が逆転しており、連邦議会でもほとんど均衡していたので、選挙前からケーラーの選出は確実と見られた。IMF 専務理事というケーラーの前歴は経済界には歓迎されたが、 ドイツ労働総同盟（DGB）や反グローバリゼーション団体「ATTAC」はその経済的な性向を警戒した。出馬決定後の会見でケーラーは、連邦政府が進める多分野の改革がまだ不十分であるが、ドイツには改革をやり通す力があり、研究開発と教育が最重要課題であると主張した。

### 連邦大統領
2004年5月23日に連邦会議が行われ、第1回投票で過半数を制したケーラーが第9代連邦大統領に選出された。ケーラーは前歴に政治活動歴がない初めての連邦大統領である。また連邦大統領としては、初めてのドイツ国外生まれである。2004年7月1日、宣誓式を行って就任した。
連邦大統領に政治的実権はないが、ケーラーは折にふれてその時の政治状況に意見する傾向がある。2004年11月3日、シュレーダー政権が休日を減らすためにドイツ統一の日（10月3日）を固定の祝日から外して、土曜か日曜の移動祝日に変更する案を発表したとき、ケーラーは公然とこれに反対した。ケーラーの直言は大きな支持を得て、政府はこの案を撤回した。2005年3月には失業対策を最優先するよう各党に要求している。2007年には出演したテレビのトーク番組で国民の直接選挙による連邦大統領選出を提案して、与野党から批判されたこともある。
2005年2月2日、イスラエルを初訪問。国交樹立40周年を記念して、前任者のヨハネス・ラウに次いで2番目のイスラエル国会で演説した元首となった。イスラエル国会の一部議員は、英語に堪能なケーラーは、ナチス・ドイツによるホロコースト経験者の感情に配慮して、ドイツ語ではなく英語で演説するべきだと要求した。ケーラーはそれに配慮したのか最初の挨拶をヘブライ語で行ったが、あとはドイツ語で演説した。時に涙声になりながらホロコーストについてのドイツの責任を認めて謝罪し、ドイツは反セム主義との戦いや中東和平に貢献する責任があると述べた。同年5月8日は第二次世界大戦の終戦60周年だったが、その演説でもドイツの責任に終わりはないと述べた。保守派の一部には「戦後ドイツの成功の歴史」についての言及が少ないという不満が起きた。
2005年7月、連邦議会選挙を1年前倒し実施したいというシュレーダー首相の意向で内閣信任案がわざと否決されたため、ドイツ連邦共和国基本法第68条により連邦議会を解散した。連邦議会の解散は33年ぶりのことであった。この選挙の結果シュレーダー政権は退陣し、アンゲラ・メルケル政権が誕生した。
2006年10月、ケーラーはドイツ連邦共和国基本法に抵触するという理由で、連邦政府が作成し連邦議会が可決した航空安全法への承認署名を初めて拒否した（2007年2月、連邦憲法裁判所がこの法律を違憲と認めた）。同年12月には同様に消費者保護新法が地方自治の原則に反するとして署名を拒否している。このほか安楽死に明確な反対を示したり、リビング・ウィルに関する法整備を主張したりと、倫理に関する発言も多い。
2009年5月23日の連邦会議においては、CDUとFDPの支持を得て、連邦大統領に再選した。
2010年5月21日にはアフガニスタンを突然訪問。その際に同行記者のインタビューに応じて“自由な通商路を確保するとともに、ドイツの貿易への悪影響を阻止するため、地域の不安定化を防がなければならない”と訴え、「外国との貿易に大きく依存しているドイツのような国は、国益を守るため、緊急時には軍事介入する必要がある」と発言。これを与野党双方から軽率であると批判された。5月31日、発言の責任を取るとして突如辞任を発表した。連邦大統領の任期中の辞任は、これが初めてであった。

### 晩年
大統領退任後は、元大統領としてアフリカ支援などの慈善活動や国際親善行事に積極的に参加していた。
2025年2月1日の朝に死去したことがドイツ連邦大統領府より発表された。81歳没。

## 語録
- 「ドイツはその歴史から、イスラエルに対する特別な責任がある」（2009年1月27日、ナチス犠牲者追悼記念日での演説）
- 「イスラエル建国60周年は、ドイツ人にとっても特別な喜ぶべき出来事であります」（2008年5月、イスラエル建国60周年についての発言。Stuttgarter Nachrichten Nr. 109/2008）
- 「私にはヨーロッパがそのアイデンティティを失い、その根本を忘れてしまって、疲れているように見えます。その根本とは間違いなく啓蒙主義であり、人権であり、さまざまな解放運動でした。しかしキリスト教とキリスト教倫理もその一つなのです」（2004年、母校テュービンゲン大学での講演にて。）
- 「古典を知らずにアビトゥーアを受けるなんてとんでもない」（2005年7月。）
- 「自分の車に国旗を掲げるのが私だけでなくなったのはいいことだと思う」（2006年7月、ワールドカップ・ドイツ大会に際して、ドイツ国旗を掲げる国民が増えたことに関して。『ビルト』紙2006年7月5日号）
- 「我々ドイツ人は、驚愕と恥じらいを以て、ドイツによって引き起こされた第二次世界大戦とドイツ人によって行われた文明の破壊行為であるホロコーストを振り返ります。……そのことに終わりはありません」（2005年5月8日、第二次世界大戦終結60周年に際してのドイツ連邦議会での演説）